# Timo Ochs
Timo Ochs, nemški nogometaš, * 17. oktober 1981, Göttingen, Zahodna Nemčija. 